# Friedrich Laupheimer
Friedrich Elias „Fritz“ Laupheimer (geboren am 26. Juli 1890 in Bad Buchau; gestorben am 17. Januar 1965 in Jerusalem) war ein deutscher Ökonom und Rabbiner. Von 1932 bis 1939 war er Bezirksrabbiner in Bad Ems.

## Leben
Friedrich Laupheimer, Sohn des Rabbiners Jonas Laupheimer, studierte in Heidelberg Jura und schloss dieses Studium 1913 mit einer Dissertation ab. Danach arbeitete er als Nationalökonom in einer Bank. Von 1928 bis 1931 studierte er am Rabbiner-Seminar (JTS) in Breslau; sein vorheriges Studium und seine berufliche Tätigkeit verkürzte diese theologischen Studien von üblichen sieben Jahren auf drei Jahre. Nach Abschluss dieser Studien kam er nach Bad Ems, wo er das Amt des orthodoxen Distriktsrabbiners Bad Ems-Weilburg von Laser Weingarten übernahm. Er war Mitglied im Misrachi, in der Reichsvertretung und im Allgemeinen Deutschen Rabbinerverband. 
Bei den Novemberpogromen 1938 wurde Laupheimer unter Schlägen auf die Straße getrieben und misshandelt. 1939 wurde er in das KZ Dachau eingewiesen. Er unterschrieb für sich und seine Familie – bestehend aus Ehefrau Lotte (geb. 1902, jüngste Tochter von Henriette Fürth), dem Sohn Rafael, den Töchtern Miriam und Channanjah – eine Ausreise-Einwilligung für Palästina. Die Ausreise erfolgte unmittelbar nach seiner Freilassung. Über Holland und Frankreich gelangte die Familie nach Palästina. Von 1940 bis 1961 war Laupheimer Leiter des Allgemeinen Altersheims in Jerusalem.

## Veröffentlichungen
- Der strafrechtliche Schutz gegen geschlechtliche Infektion; 1913, Diss., Heidelberg, Berlin, 1913.
  - Auch veröffentlicht in der Bibliothek für soziale Medizin, Hygiene und Medizinstatistik und Grenzgebiete von Volkswirtschaft, Medizin und Technik, Band 9, Berlin, 1914.
- Die außerpentateuchischen Quellen der Sabbatgesetze, einschließlich der Apokryphen und Pseudoepigraphen, verglichen mit der Halacha, JJLG 22, 1931/32, Seiten 161 bis 212.
- Grabrede für Eva Putziger, gehalten am 6. September 1935 in Frankfurt a.M., Archiv des Jüdischen Museums Frankfurt/M.

## Dokumentationen
- CJA Berlin, 1, 75 C Ra 1 Nr. 18, fol.205.[5]